# 哈尔瓦德
哈尔瓦德（Halvad），是印度古吉拉特邦Surendranagar县的一个城镇。总人口24323（2001年）。

## 人口
该地2001年总人口24323人，其中男性12626人，女性11697人；0—6岁人口3523人，其中男1880人，女1643人；识字率60.17%，其中男性为68.24%，女性为51.47%。